# Jermak (kozakkenleider)

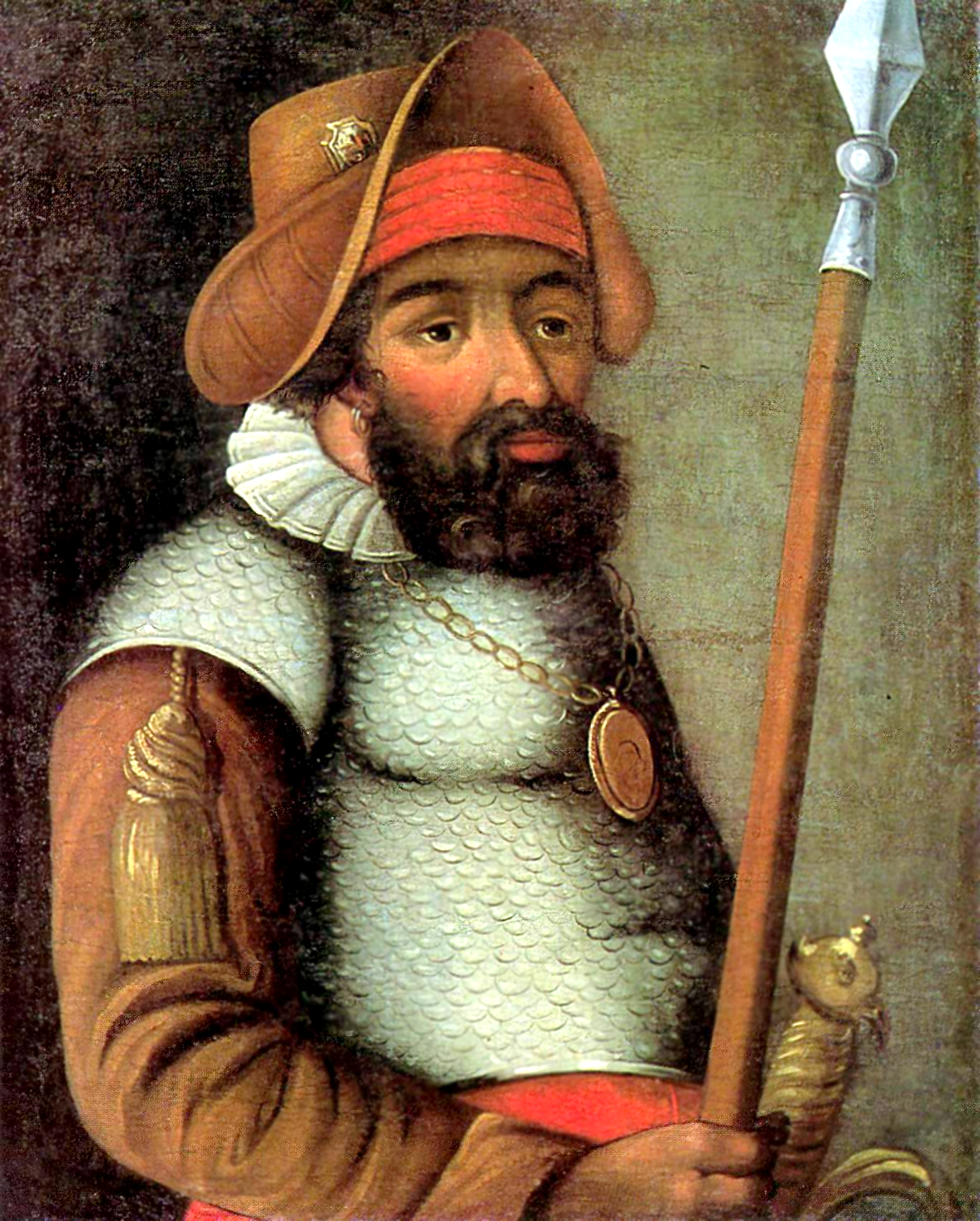
Jermak Timofejovitsj (anonieme schilder, 18e eeuw). Het is echter onbekend hoe Jermak er precies uit heeft gezien

Vasili Timofejovitsj (Russisch: Василий Тимофеевич) (geboren tussen 1532/1534 en 1540/1542 - 5 of 6 augustus 1585), beter bekend onder zijn bijnaam Jermak (Ермак, molensteen), was een leider (ataman) van de Siberische Kozakken. 
Jermak leefde als piraat op de Wolga. Toen in 1577 de troepen van de tsaar het gebied schoonveegden, vluchtte hij met zijn mannen de Kama op naar Perm, waar hij de Stroganov-familie zijn diensten aanbood.
Op 1 september 1581 vertrok Jermak oostwaarts, Siberië in, om op te trekken tegen het kanaat Sibir onder Küçüm. De volgende lente zakte Jermak de Toera en de Tobol af. Küçüms mannen wachtten hem op in een hinderlaag, maar het grootste deel van Jermaks mannen slaagde erin te ontvluchten. Ze maakten poppen van takken, en lieten deze in boten de rivier afzakken, waarna de Tataren in de rug aangevallen en vernietigend verslagen werden.
In oktober kwam de beslissende slag. De kozakken namen een fort van de Tataren in, op de plaats waar de Tobol in de Irtysj uitmondt, en enkele dagen later bereikten ze Küçüms hoofdstad Qaşlıq (Isker), waar proviand werd gevonden. Jermak zond Ivan Koltso naar tsaar Ivan de Verschrikkelijke met het nieuws en een grote hoeveelheid oorlogsbuit. Ivan gaf volledige gratie aan Jermak en Koltso, en aan Jermak werd een rijkelijk versierd harnas gezonden.
Jermak breidde zijn heerschappij uit, bijna tot aan de Ob. Diegenen die weigerden zijn heerschappij te erkennen werden wreed geëxecuteerd. Eind 1584 kwamen er versterkingen, maar die winter was proviand schaars, en Küçüm-getrouwen doodden een aantal kozakken in een tegenaanval. Jermak zelf werd in augustus 1585 in een hinderlaag gelokt en gedood.
Slechts 90 van Jermaks 1.340 man waren overgebleven, en deze trokken zich terug over de Oeral. Maar tegelijk trokken de troepen van de tsaar in tegenovergestelde richting. Isker werd heroverd en vernietigd, en de stichting van Tjoemen (1586) en Tobolsk (1587) versterkte de Russische positie. De verovering van Siberië was begonnen. Küçüm echter was gevlucht, en voerde nog jarenlang een guerrilla-oorlog tegen de Russen, tot hij in 1598 werd gedood.